# Cabo Sureste
El cabo Sureste (en inglés: South East Cape) es un cabo ubicado en el punto más al sur de la isla principal de Tasmania, el estado más al sur de Australia. El cabo está situado en la esquina sur y sureste del parque nacional del Suroeste, parte de la reserva natural de Tasmania. Está a aproximadamente 94 km al suroeste de la capital, Hobart.
El cabo es uno de los 5 cabos más meridionales que pueden ser rodeados por los navegantes del océano Austral. Asimismo, el cabo también es un punto de referencia para los sectores de la costa sur de Tasmania. Mucho tráfico marítimo pasa cerca de él, y muchos barcos y embarcaciones han quedado destruidos o encallados allí.
La Organización Hidrográfica Internacional, máxima autoridad internacional en materia de delimitación de mares, considera el cabo Sureste como uno de los límites entre los océanos Índico y Pacífico. En su publicación de referencia mundial, «Limits of oceans and seas» [Límites de océanos y mares, 3.ª edición de 1953],  describe el límite oriental del Índico (y de manera análoga, del Pacífico Sur) de la forma siguiente:

por el este: desde el cabo Sureste (punto sur de Tasmania) por el meridiano 146°55' E hasta el continente antártico.
Limits of oceans and seas.